# Euphaedra (Xypetana) hewitsoni
Euphaedra (Xypetana) hewitsoni es una especie de  Lepidoptera, de la familia Nymphalidae,  subfamilia Limenitidinae, tribu Adoliadini, pertenece al género Euphaedra, subgénero (Xypetana).

## Subespecies
- Euphaedra (Xypetana) hewitsoni hewitsoni
- Euphaedra (Xypetana) hewitsoni sumptuosa (Hecq, 1974)
- Euphaedra (Xypetana) hewitsoni disclara (Hecq, 1991)
- Euphaedra (Xypetana) hewitsoni bipuncta (Hecq, 1974)
- Euphaedra (Xypetana) hewitsoni angusta (Hecq, 1974)

## Localización
Esta especie de Lepidoptera y las subespecies, se encuentran distribuidas en Camerún, Kenia, Zaire, Angola y Bioko (África). 